# نفس (فیلم ۱۳۹۴)
نفس فیلمی ایرانی به کارگردانی و نویسندگی نرگس آبیار و تهیه‌کنندگی محمدحسین قاسمی، ابوذر پورمحمدی و شرکت نورتابان محصول سال ۱۳۹۴ است. این فیلم در تاریخ ۱۹ آبان ۱۳۹۵ در سینماهای ایران اکران شده است. مهران احمدی، پانته‌آ پناهی‌ها، سیامک صفری، گلاره عباسی، محمدرضا شیرخانلو، علی خانبابایی، احسان قاسمی، روژان آراوند، شبنم مقدمی، ساره نورموسوی و جمشید هاشم‌پور بازیگران این فیلم هستند.
نفس برای نمایش در بخش سودای سیمرغ سی و چهارمین دوره جشنواره فیلم فجر پذیرفته شده است؛ و دو جایزه بهترین بازیگر نقش مکمل زن برای شبنم مقدمی و جایزه بهترین فیلم در بخش نگاه ملی را به‌دست آورده است. بازی و گریم پانته آ پناهی‌ها در فیلم نفس از دید منتقدان سینمایی بسیار چشمگیر بود اما مورد توجه داوران قرار نگرفت.
این فیلم به عنوان نماینده سینمای ایران در اسکار ۲۰۱۸ معرفی شد.
این فیلم در تیر ۱۳۹۶ وارد شبکه نمایش خانگی شد.

## خلاصه داستان
فیلم سینمایی «نفس» روایت زندگی چهار کودک به نام‌های بهار، نادر، کمال و مریم است که به همراه پدرشان غفور و مادربزرگ خود در دهه ۵۰ خورشیدی نفس می‌کشند! دنیای این کودکان، دنیایی پر از رویاهای زیبای کودکانه است و قرار است رنگ حقیقت به خود بگیرد.

## بازیگران
- ساره نورموسوی
- مهران احمدی
- پانته‌آ پناهی‌ها
- سیامک صفری
- گلاره عباسی
- ساقی زینتی
- محمدرضا شیرخانلو
- علی خانبابایی
- احسان قاسمی
- روژان آراوند
- شبنم مقدمی
- جمشید هاشم‌پور
- دنیز رادمهر

## سی و چهارمین دوره جشنواره فیلم فجر
سی و چهارمین دوره جشنواره فیلم فجر
| قسمت                                           | نامزد           | نتیجه    |                                           |
| ---------------------------------------------- | --------------- | -------- | ----------------------------------------- |
| بهترین بازیگر نقش مکمل زن                      | شبنم مقدمی      | برنده    | سیمرغ بلورین (به‌طور مشترک به همراه زاپاس) |
| بهترین موسیقی متن                              | مسعود سخاوت‌دوست | نامزدشده |                                           |
| بهترین جلوه‌های ویژه میدانی و جلوه‌های ویژه بصری | فرید ناظر فصیحی | نامزدشده | (جلوه‌های بصری)                            |
| بهترین چهره‌پردازی                              | مهرداد میرکیانی | نامزدشده | به‌طور مشترک به همراه اژدها وارد می‌شود!    |
| بهترین طراحی صحنه و لباس                       | اصغر نژادایمانی | نامزدشده |                                           |

## موسیقی
قطعه نفس با صدای مهدی یراحی که برای فیلم سینمایی نفس خوانده شد در کمتر از دو روز بعد از پخش ۳ میلیون بار دانلود و شنیده شد.